# Die Insel der Seligen
Die Insel der Seligen ist ein deutscher Spielfilm von Max Reinhardt aus dem Jahr 1913.

## Handlung
Zwei junge Mädchen sind auf der Suche nach Jünglingen und haben schnell Erfolg. Ihren Vätern missfällt dies, denn sie hatten bereits selbst Heiratskandidaten für die Töchter ausgesucht. Nach ihrer Vorstellung wären zwei ihrer Skatbrüder, beide noch Junggesellen, die geeigneten Partien. Die Mädchen fliehen mit einem Ruderboot auf eine Insel mit Göttern, Nymphen, Faunen und Wasserteufel. Ihnen folgen die Jünglinge und alsbald auch die Väter mit den Junggesellen. Die Götter und insbesondere Amor stellen mit den Menschen allerlei Spielchen und Neckereien an und führen die jungen Paare zusammen. Die Väter werden von Circe in Schweinchen verwandelt und ziehen am Schluss eines Triumphzuges wieder von der Insel.

## Hintergrund
Die Insel der Seligen war Max Reinhardts zweiter und letzter Stummfilm – der zuvor gedrehte Eine venezianische Nacht kam wegen Zensurproblemen jedoch erst im folgenden Jahr ins Kino. Die Dreharbeiten fanden im toskanischen Seebad Marina di Massa bei Carrara und am Golf von La Spezia statt.
Der Film entstand nach einem Originaldrehbuch von Arthur Kahane, der schon zuvor als Autor mit Reinhardt und dem Deutschen Theater zusammenarbeitete. Der Maler Paul von Schlippenbach war von Reinhardt als Berater für die Bildkomposition herangezogen worden. Der von diesem gestaltete Stil des Films orientiert sich am Neoklassizismus und der Neoromantik. Die Kameraführung ist statisch und schöpft die seiner Zeit bereits entdeckten Möglichkeiten der Filmarbeit nicht annähernd aus. Der für die Gesellschaft Projektions-AG Union (PAGU) gedrehte Film hatte mit einer Länge von 1888 Metern am 3. Oktober 1913 zur Eröffnung des Kinos „U.T. am Kurfürstendamm“ in Berlin Premiere. Das Ereignis wurde als „Reinhardt-Premiere“ beworben.